# Ремболд фон Изенбург-Кемпених
Ремболд фон Изенбург-Кемпених (на немски: Rembold von Isenburg-Kempenich; * ок. 1179; † ок. 1220) е господар на Изенбург-Кемпених и рицар.

## Произход
Той е син на Ремболд III фон Изенбург († ок. 1175) и съпругата му фон Фирнебург(* ок. 1126). Внук е на граф Герлах фон Изенбург, фогт на Трир († сл. 1142/1147). Брат е на Арнолд фон Изенбург († 1197, Рим) и на Бруно I фон Изенбург в Браунсберг († 1210), който е баща на Арнолд II фон Изенбург († 1259), архиепископ на Трир (1242 – 1259).

## Фамилия
Ремболд се жени през 1197 г. за Хедвиг фон Вид-Кемпених, дъщеря на Дитрих фон Кемпених († сл. 1181) и съпругата му Юта фон Мюленарк. Те имат децата:
- Салентин I († сл. 1219), кръстоносец
- Роземан († сл. 1264), женен за Кунигунда (Концея) фон Бюдинген († сл. 1248), дъщеря на Герлах II фон Бюдинген, бургграф на Гелнхаузен, и Мехтхилд фон Цигенхайн
- Дитрих II († 1251), женен I. за Юта фон Бланкенхайм († 1252), дъщеря на Герхард IV фон Бланкенхайм (* ок. 1203) и Юта фон Хаймбах-Хенгебах († 1252), II. за Адела
- Кристина († 9 май 1283), омъжена за граф Марквард I фон Золмс († 1255)